# Kanton Hayange
Kanton Hayange (fr. Canton de Hayange) je francouzský kanton v departementu Moselle v regionu Grand Est. Tvoří ho devět obcí. Před reformou kantonů 2014 ho tvořily 3 obce.

## Obce kantonu
od roku 2015:
- Clouange
- Hayange
- Gandrange
- Moyeuvre-Grande
- Moyeuvre-Petite
- Ranguevaux
- Rosselange
- Serémange-Erzange
- Vitry-sur-Orne

před rokem 2015:
- Hayange
- Ranguevaux
- Serémange-Erzange